# شیرجه در المپیک تابستانی ۲۰۰۴

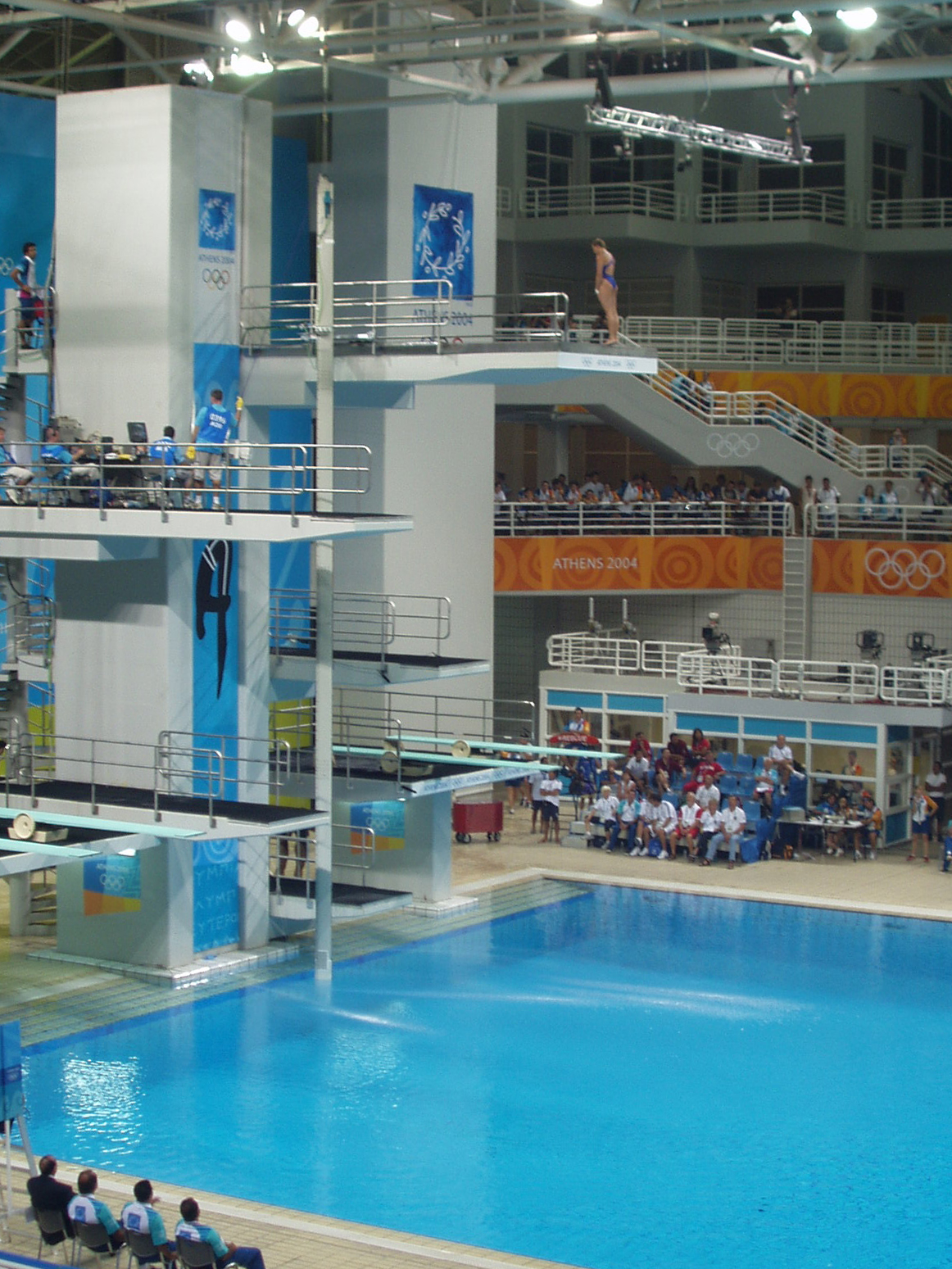
بازی های المپیک تابستانی ۲۰۰۴

شیرجه در بازی‌های المپیک تابستانی ۲۰۰۴ نام رویداد ورزش شیرجه در بازی‌های المپیک تابستانی بود که در سال ۲۰۰۴ برگزار شد.

## جدول مدال‌ها
| رتبه | کشور                 | طلا | نقره | برنز | مجموع |
| ۱    | چین (CHN)            | ۶   | ۲    | ۱    | ۹     |
| ۲    | استرالیا (AUS)       | ۱   | ۱    | ۴    | ۶     |
| ۳    | یونان (GRE)          | ۱   | ۰    | ۰    | ۱     |
| ۴    | روسیه (RUS)          | ۰   | ۲    | ۲    | ۴     |
| ۵    | کانادا (CAN)         | ۰   | ۱    | ۱    | ۲     |
| ۶    | آلمان (GER)          | ۰   | ۱    | ۰    | ۱     |
| ۶    | بریتانیای کبیر (GBR) | ۰   | ۱    | ۰    | ۱     |

## کشورهای شرکت کننده
۱۲۵ ورزشکار از ۳۰ کشور در این مسابقات به رقابت با یک دیگر پرداختند.
| - استرالیا (۷) - اتریش (۲) - بلاروس (۳) - برمودا (۱) - برزیل (۳) - کانادا (۶) - چین (۱۰) - کلمبیا (۱) - کوبا (۶) - فنلاند (۲) | - فرانسه (۱) - آلمان (۱۰) - بریتانیای کبیر (۷) - یونان (۸) - مجارستان (۳) - ایتالیا (۶) - ژاپن (۲) - مالزی (۳) - مکزیک (۵) - کره شمالی (۳) | - پورتوریکو (۱) - رومانی (۱) - روسیه (۹) - آفریقای جنوبی (۱) - اسپانیا (۴) - سوئد (۱) - سوئیس (۱) - اوکراین (۸) - ایالات متحده آمریکا (۱۰) - ونزوئلا (۱) |